# نهرن (راینلاند-فالتس)
نهرن (به آلمانی: Nehren) یک شهر در آلمان است که در کوخم-تسل واقع شده‌است. نهرن ۱۰۴ نفر جمعیت دارد.